# Ива Матсуды
И́ва Матсуды (лат. Salix matsudana) — вид цветковых растений из рода Ива (Salix) семейства Ивовые (Salicaceae).
В природе ареал вида охватывает южную Маньчжурию, Корею и северо-восточный Китай (до Ганьсу).

## Ботаническое описание
Кустарник или дерево высотой 3,5—13 м. Молодые ветви ломкие, прямые или повислые, оливкового или желтоватого цвета; старые — коричневые, голые.
Почки волосистые. Прилистники ланцетные, короткие, железисто-пильчатые, чаще отсутствуют. Листья узко-ланцетные, длиной 5—10 см, шириной 1—1,5 см, в основании тупые, наверху длинно-заострённые, по краю расставленно и грубо-железисто пильчатые, сверху ярко-зелёные, снизу сизоватые или беловатые, вначале рассеянно шелковисто волосистые, позже голые, на коротких, длиной 2—8 мм, черешках.
Серёжки мелкие, мужские длиной 1—1,5 см, диаметром около 0,6 см ,женские уже. Прицветные чешуи яйцевидные, тупые, жёлто-зелёные. Тычинки в числе двух, с жёлтыми, яйцевидными пыльниками и двумя яйцевидными, тупыми нектарниками. Завязь сидячая, продолговатая, голая, с раздельными, короткими, яйцевидными рыльцами и двумя нектарниками — внутренним яйцевидно-продолговатым, кверху суженным, довольно толстым и маленьким наружным.

## Таксономия
Вид Ива Матсуды входит в род Ива (Salix) семейства Ивовые (Salicaceae) порядка Мальпигиецветные (Malpighiales).
|  |                                      |  |                                                             |                                                             |                  |  | ещё 36 семейств (согласно Системе APG II) | ещё 36 семейств (согласно Системе APG II) |                    |  |  |  | ещё более 500 видов |
|  |                                      |  |                                                             |                                                             |                  |  | ещё 36 семейств (согласно Системе APG II) | ещё 36 семейств (согласно Системе APG II) |                    |  |  |  | ещё более 500 видов |
|  |                                      |  |                                                             | порядок Мальпигиецветные                                    |                  |  |                                           |                                           | род Ива            |  |  |  |                     |
|  |                                      |  |                                                             | порядок Мальпигиецветные                                    |                  |  |                                           |                                           | род Ива            |  |  |  |                     |
|  | отдел Цветковые, или Покрытосеменные |  |                                                             |                                                             | семейство Ивовые |  |                                           |                                           | вид Ива Матсуды    |  |  |  |                     |
|  | отдел Цветковые, или Покрытосеменные |  |                                                             |                                                             | семейство Ивовые |  |                                           |                                           |                    |  |  |  |                     |
|  |                                      |  | ещё 44 порядка цветковых растений (согласно Системе APG II) | ещё 44 порядка цветковых растений (согласно Системе APG II) |                  |  |                                           | ещё около 57 родов                        | ещё около 57 родов |  |  |  |                     |
|  |                                      |  |                                                             | ещё 44 порядка цветковых растений (согласно Системе APG II) |                  |  |                                           |                                           | ещё около 57 родов |  |  |  |                     |